# 브러싱

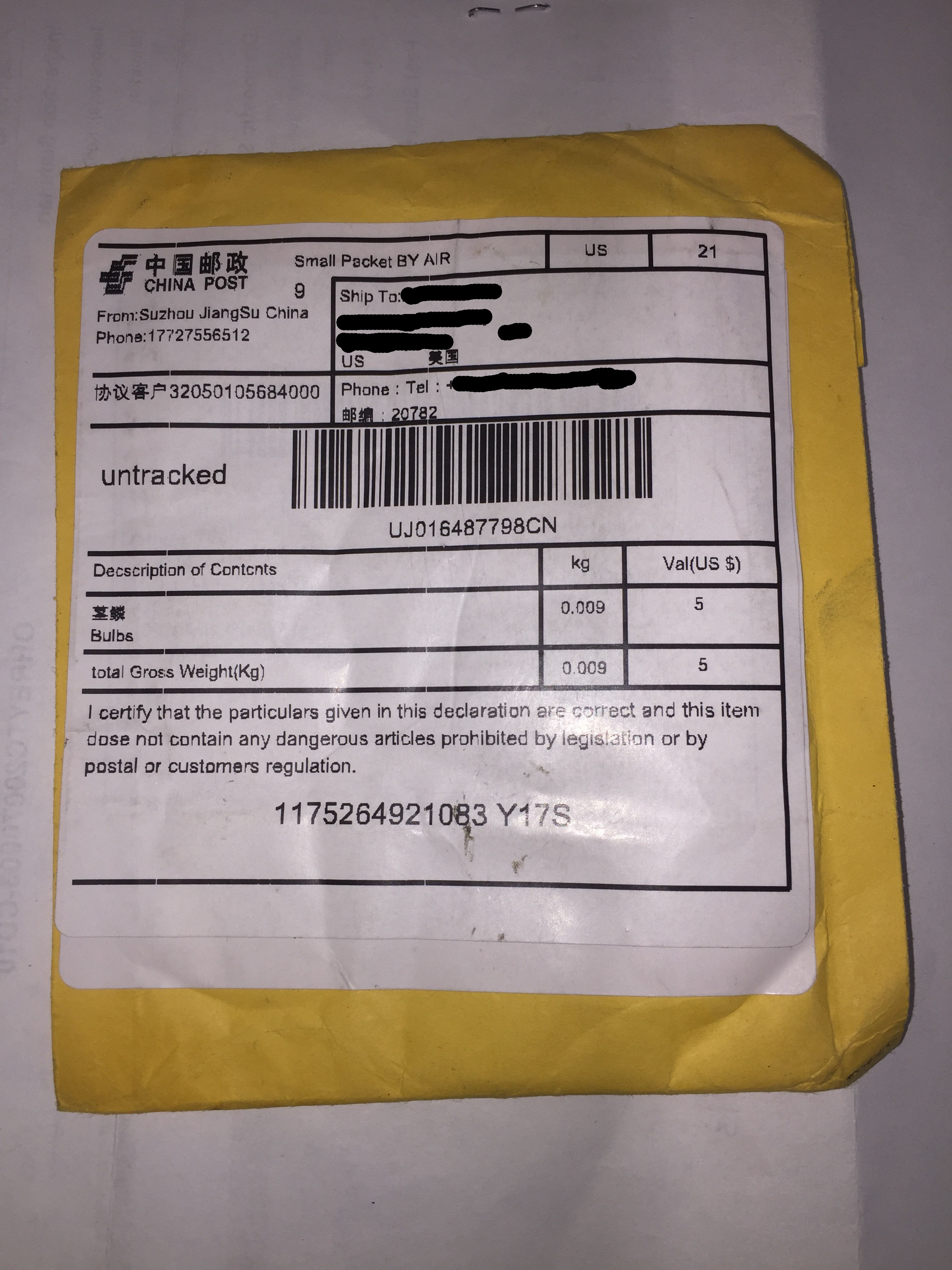
미국 농무부 동식물건강검사청(APHIS)에서 분석을 위해 중간에 가로채서 입수한, 의심스러운 식물의 종자 택배.

브러싱(brushing) 또는 브러싱 스캠(brushing scam), 브러싱 사기는 가짜 주문을 만들어 판매자의 평가 점수를 올리기 위해 전자 상거래 등에서 이용하는 사기 수법으로, 공범이나 무작위 주소로 상품을 배송하고서 마치 그 사람들이 실제 상품을 받은 것처럼 좋은 리뷰와 평점을 매겨주는 방식으로 행해진다.
대부분의 인터넷 쇼핑 사이트에서는 다양한 기준을 통해 판매자를 평가하고 이 평가를 소비자에게 보여준다. 평가가 좋으면 대개는 판매량도 올라가므로, 이러한 평가는 판매자들에게 아주 중요하다. 보통 배송한 물건의 수나, 주문한 사람이 남긴 별점이 이 평가에 중요하게 반영된다. 이 때문에 평가를 올리기 위해 브러싱 기법과 같은 사기 수법이 동원되는 경우가 있다.

## 과정
판매자는 누군가에게 소액을 지불하고 가짜 주문을 넣거나 다른 사람의 정보를 도용하여 직접 주문을 넣는다. 보통 전자상거래 사이트에서 주문이 유효하다면 실제 배송이 이루어져야 하기 때문에 판매자는 빈 상자나 매우 저렴한 물건을 배송하는 경우가 많다. 이런 가짜 주문은 들키지 않는다면 판매자의 평점을 높여 사이트의 검색 결과 상단에 자신의 상품이 표출될 확률이 더 높아진다. 또한 주문을 넣은 사람이 긍정적인 평점이나 리뷰를 게시해 판매 상품의 신뢰도를 인위적으로 높일 수도 있다.
수많은 전자상거래 사이트가 이 문제를 인식하고 적극적으로 브러싱 행위를 막는다고 주장하고 있다. 이 문제로 가장 많은 주목을 받은 업체는 알리바바 그룹으로 기업공개 이전 발표한 사업설명서에서도 이 문제를 언급하기도 했다. 브러싱은 기업의 재무제표에 보고된 수치도 부풀리는 등 영향을 미치기 때문에 투자자와 시장규제기관의 감시를 받기도 한다. 미국 증권거래위원회의 경우 알리바바가 광군제(11월 11일)에 140억 달러 이상의 매출을 기록했다고 보고하자 데이터의 유효성을 확인하기 위해 직접 조사하기도 했다.

## 사건 사례
2019년 7월, 미국에서 브러싱 사기로 인해 주문하지도 않았다는 소포를 받았다는 여러 신고가 접수되어 소비자들에게 원치 않게 받게 된 아마존 택배를 조심하라는 경고가 내려졌다. 아마존에서는 실제로 구매 버튼을 누른 사람이 제품 확인 리뷰를 남길 수 있으므로 가짜로 별 5점짜리 리뷰를 남겨 평점을 인위적으로 올릴 수 있었다. 배송한 고객 주소는 타 사의 판매자가 이전에 확보했거나 간단한 인터넷 검색을 통해 획득했다고 추정했다. 이런 택배를 받는다고 해서 반드시 큰 문제가 생기는 것은 아니지만, 경우에 따라서는 개인정보 유출의 징후일 수 있다. 아마존에서는 브러싱 사기의 피해자일 경우 즉시 해당 소매점에게 사기당했음을 알리고 비밀번호를 변경하며 개인정보 모니터링 서비스를 받는 것이 좋다고 조언했다.